# Crotonsäure
Crotonsäure, auch trans-Butensäure genannt, ist eine kurzkettige, einfach ungesättigte trans-Fettsäure, eine Monocarbonsäure in der Gruppe der Alkensäuren. Die Crotonsäure verdankt ihren Namen dem Crotonöl, es wurde fälschlicherweise angenommen, dass Crotonsäure durch Verseifung von Crotonöl entsteht. Crotonsäure bildet nadelförmige Kristalle. Das cis-Isomere der Crotonsäure wird Isocrotonsäure genannt. Die Salze und Ester der Crotonsäure werden als Crotonate bezeichnet.

## Gewinnung und Darstellung
Crotonsäure kann durch Oxidation von Crotonaldehyd gewonnen werden.
Auch durch Knoevenagel-Kondensation von Acetaldehyd mit Malonsäure in Pyridinlösung entsteht Crotonsäure.
Bei der alkalischen Hydrolyse von Allylcyanid entsteht nach einer intramolekularen Umlagerung der Doppelbindung ebenfalls Crotonsäure.
Crotonsäure entsteht auch bei der Destillation von 3-Hydroxybutansäure.

## Eigenschaften
Crotonsäure kristallisiert in langen Kristallnadeln oder auch als große Tafeln im monoklinen Kristallsystem in der Raumgruppe P21/a (Raumgruppen-Nr. 14, Stellung 3) mit den Gitterparametern a = 971 pm, b = 690 pm, c = 775 pm und β = 104,0°. In der Elementarzelle befinden sich vier Formeleinheiten.
Die Verbindung ist löslich in Wasser und vielen organischen Lösungsmitteln wie Ethanol, Aceton oder Toluol. Sie hat einen mit Buttersäure vergleichbaren Geruch und reizt Augen, Haut und Atmungsorgane.

## Reaktionen
Crotonsäure kann durch Hydrierung mit Zink und Schwefelsäure zu Buttersäure umgewandelt werden.
Mit elementarem Chlor bzw. Brom bilden sich die entsprechenden 2,3-Dihalogenbutansäuren.
Bei der elektrophilen Addition von Bromwasserstoff bildet sich 3-Brombutansäure. Die Substitutionsrichtung ergibt sich aus dem elektronenziehenden Effekt der Carboxygruppe, der zur Folge hat, dass an der Position 3 das stabilere Carbeniumion entsteht, an das sich das Brom anlagert.
Die Reaktion von Crotonsäure mit alkalischer Kaliumpermanganatlösung ergibt 2,3-Dihydroxybutansäure.
Durch Kochen mit Essigsäureanhydrid entsteht Crotonsäureanhydrid, dessen Siedepunkt bei 248 °C liegt.
Die Veresterung von Crotonsäure mit Methanol bzw. Ethanol mit Schwefelsäure als Katalysator liefert die entsprechenden Ester, deren Siedepunkte bei 118–120 °C (Methylcrotonat) bzw. 142–143 °C (Ethylcrotonat) liegen.
Crotonsäure reagiert mit Hypochloriger Säure zu 2-Chlor-3-Hydroxybutansäure, welche mit Natriumamalgam zur Buttersäure reduziert wird, mit Schwefelsäure 2-Chlorcrotonsäure bildet, sich mit Chlorwasserstoff zu 2,3-Dichlorbuttersäure verbindet, sowie mit Kaliumethanolat zur 3-Methyloxiran-2-carbonsäure umgesetzt wird.

## Verwendung
Crotonsäure wird zur Herstellung von Retinol und DL-Threonin verwendet. Für die Kunststoffherstellung kann sie mit Vinylacetat copolymerisiert werden.
Crotonsäurechlorid reagiert mit N-Ethyl-2-methylanilin (N-Ethyl-o-toluidin) zum N-Ethyl-o-crotonotoluidin (INN: Crotamiton), das als Mittel gegen Krätzemilben (Skabies) eingesetzt wird.